# Chiesa di San Giovanni (Monte San Savino)
La chiesa di San Giovanni (in origine chiesa della Compagnia di Sant'Antonio, nota anche come chiesa dei Neri) è un edificio sacro che si trova accanto alla chiesa di Sant'Agostino a Monte San Savino, in provincia di Arezzo, diocesi di Arezzo-Cortona-Sansepolcro.

## Storia
La chiesa, edificata nel XV secolo, era detta dei Neri per le cappe degli adepti della compagnia di Sant'Antonio alla quale perteneva.
Originariamente l'ingresso era dall'attiguo chiostro di Sant'Agostino: nei primi anni del XVII secolo l'architetto - pittore savinese Orazio Porta ristrutturò profondamente l'edificio dandole un nuovo orientamento, e fu probabilmente in quella occasione che anche il portale di Andrea Sansovino, già ingresso nel chiostro, fu spostato sulla facciata in piazza Di Monte con la creazione del nuovo accesso.
Soppressa la Compagnia dei Neri, la chiesa fu abbandonata ed usata come granaio fino a che nel 1819 fu acquistata dal Cav. Paolo Girolamo Galletti che la fece restaurare e poi la donò alla parrocchia perché vi si realizzasse il Battistero e, nella sagrestia, la stanza mortuaria. 

## Descrizione
La semplice facciata a pietra forte a vista è però adorna del bel portale di Andrea Sansovino in stile tuscanico, nel quale due colonne scanalate reggono una raffinata trabeazione a metope e triglifi in cui si vedono in alternanza patere e bucrani. Sopra il portale è un'edicola che custodisce una terracotta invetriata del primo Cinquecento con una Madonna col Bambino.
L'interno presenta una sistemazione dovuta al disegno di Orazio Porta che pensò di organizzare la chiesa ad aula unica in tre aree divise da arconi poggianti su pilastri ed addossati alle pareti, la parte centrale coperta a vela, le restanti coperte da volte a crociera.
La chiesa a navata unica è divisa in tre campate coperte da volte a crociera ed a vela e il suo aspetto tardo cinquecentesco è stato modificato solo dalla sistemazione ottocentesca dell'altare non pertinente alla chiesa, e del fonte battesimale.
Sulla parete destra sono due pale di Ulisse Ciocchi: la Maddalena, santo Stefano e la Madonna con Gesù Cristo, del 1591, si mostra ricca di spunti barocceschi derivati dalla Madonna del Popolo di Federico Barocci allora nella pieve di Arezzo. La Pala di San Sebastiano della Compagnia omonima è invece più tarda, del 1613 
L'altare maggiore ligneo è cinquecentesco come l'assetto generale della chiesa, ma proviene dalla distrutta chiesa della Querce e fu qui sistemato nel 1822. Ai lati di esso sono qui adattati due mensoloni lignei riferibili a Giuliano di Baccio d'Agnolo, che in origine erano uniti alla tavola con l'Assunta del Vasari nell'attigua Sant'Agostino. Il tabernacolo è decorato con pitture di Vasari raffiguranti al centro Gesù e ai lati due Angeli.
Alla parete sinistra si trovano invece due pale di Orazio Porta con Sant'Antonio Abate e San Paolo, del 1580 circa, proveniente dalla Pieve, e con La S.S. Trinità, San Rocco e San Lorenzo, del 1581. Insieme ad essa è un'Annunciazione con un Santo vescovo, San Sebastiano e committenti, del primo Seicento ma ancora anonima.

## Opere già in loco
- Da questa chiesa proviene la grande statua di terracotta non invetriata di scuola robbiana (fine XV-inizi XVI secolo) che fu trasferita nel 1793 nella chiesa di Santa Chiara.
- Qui furono ritrovate tre tavolette raffiguranti Storie di san Bartolomeo e sant'Agostino, opere vasariane, oggi conservate nel Museo di Casa Vasari ad Arezzo.